# Le Diable de velours
Le Diable de velours (The Devil in Velvet) est un roman policier fantastique et historique américain de John Dickson Carr, publié en 1951.
Le Diable de velours occupe la 50e place au classement des cent meilleurs romans policiers de tous les temps établi par la Crime Writers' Association en 1990.

## Principaux personnages
- Nicholas Fenton : professeur d'histoire à l’université de Cambridge en 1925.
- Sir Nicholas Fenton : son ancêtre, gentilhomme londonien en 1675.
- Le Diable.
- Lydia : épouse de sir Nicholas Fenton en 1675.
- Giles Collins : valet et homme de confiance de sir Nicholas Fenton en 1675.
- Magdalen York (dite « Meg ») : maîtresse de sir Nicholas Fenton en 1675.
- Kitty : femme de chambre des époux Fenton en 1675.
- George Harwell : meilleur ami de sir Nicholas Fenton en 1675.
- Charles II (1630-1685) : roi d'Angleterre en 1675.
- Comte de Shaftesbury : opposant politique de Charles II.

## Résumé
La roman comporte 23 chapitres.

### Mise en place de l'intrigue
Chapitres 1 à 8.
En 1925, Nicholas Fenton, 58 ans et célibataire, professeur d'histoire à l’Université de Cambridge, scelle un pacte avec le Diable. En contrepartie de son âme immortelle, le Diable consent à l'envoyer 250 ans auparavant, en 1675, dans le corps de son ancêtre et homonyme, le gentilhomme Nicolas Fenton, alors âgé de 26 ans. Pour l’historien, ce serait en effet une expérience sensationnelle de vivre dans ce XVIIe siècle qu’il a étudié toute sa vie, et c'est pour les deux raisons suivantes qu'il vend son âme :
- en premier lieu, ardent royaliste, le professeur tient à infléchir l’histoire de l’Angleterre et empêcher notamment la répression « anti-papiste » qui doit donner lieu à des massacres sanglants trois ans et demi plus tard ; pourtant, le Diable le prévient qu’un seul homme ne peut pas détourner le cours des événements, fût-il un voyageur du temps ;
- en second lieu, Fenton veut aussi empêcher le meurtre de Lydia, l’épouse de sir Nicholas ; la mort de la jeune femme a eu lieu le 10 juin 1675 ; cette énigme criminelle qui l’a passionné, il en connaît une bonne partie des détails par un compte-rendu de Giles Collins, valet et homme de confiance de sir Fenton, un document auquel il manque toutefois les dernières pages.

Fenton estime avoir un atout dans sa manche qui empêchera le Diable de l’emmener en Enfer et trouve le Malin bien bête. Il sollicite la possibilité d'être incarné dans le corps de son ancêtre très précisément le 10 mai 1675, c'est-à-dire un mois avant le décès de Lydia. Le Diable accepte.
Ainsi, à la date dite, Fenton apparaît à minuit dans la chambre de la maison londonienne de sir Nicholas. Très rapidement, Fenton répudie sa maîtresse, Magdalen York, également la cousine de son épouse et qui habite sous son toit. Il lui demande de quitter sa demeure dans les 24 heures, non s’en être très étonné que cette jeune femme ait le même visage d'une de ses étudiantes de 1925. Puis, découvrant Lydia alitée, il constate vite les symptômes d'un empoisonnement à l'arsenic. Dans la journée du 10 mai, après une rapide enquête auprès de l’apothicaire qui a vendu de l’arsenic à sa maisonnée pour tuer les rats, il découvre que Kitty, la femme de chambre, avait acheté l'arsenic et qu'elle l’avait administré par jalousie à Lydia, espérant se glisser dans les draps de sir Fenton. Elle-aussi il la congédie sur-le-champ.

### Aventures
Chapitres 9 à 20.
Mais le professeur ne cherche pas à savoir qui se cache derrière cette machination, c’est pourquoi il n’est pas au bout de ses peines, d’autant que le milieu politique, auquel il est bientôt confronté, s’avère beaucoup plus retors qu’il n’avait pu l’imaginer en dépit de sa profonde connaissance du siècle.

### Dénouement et révélations finales
Chapitres 21 à 23.

## Réception critique du roman
Les critiques  américains Anthony Boucher  et J. Francis McComas  considèrent Le Diable de velours comme « une incroyable et parfaite fusion des récits de voyage dans le temps et de pacte avec le diable avec des intrigues historique, sentimentale et de pure détection. »

## Éditions
- Éditions originales en anglais
  - (en) John Dickson Carr, The Devil in Velvet, New York, Harper, 1951 — Édition américaine
  - (en) John Dickson Carr, The Devil in Velvet, Londres, Hamish Hamilton, 1951 — Édition britannique

- Éditions françaises
  - John Dickson Carr (auteur) et Jacqueline Lenclud (traducteur) (trad. de l'anglais), Le Diable de velours [« The Devil in Velvet »], Paris, Librairie des Champs-Élysées, coll. « Le Masque. Les Maîtres du roman policier.  no 2258 », février 1996, 411 p. (ISBN 2-7024-2620-4, BNF 35805294)
  - John Dickson Carr (auteur) et Jacqueline Lenclud (traducteur) (trad. de l'anglais), Le Diable de velours [« The Devil in Velvet »], « in » J.D. Carr, vol. 5 – Les Romans historiques, Paris, Librairie des Champs-Élysées, coll. « Les Intégrales du Masque. », 1997, 1609 p. (ISBN 2-7024-2627-1, BNF 36190370) Ce volume omnibus réunit les romans suivants : La Fiancée du pendu, Le Diable de velours, Capitaine Coupe-Gorge, À chacun sa peur, Les Démoniaques, Le Grand Secret

## Adaptation à la télévision
- 1952 : The Devil in Velvet, épisode 17, saison 4 de la série télévisée américaine Westinghouse Studio One (en), réalisé par Paul Nickell, avec Whit Bissell

## Source bibliographique
- Roland Lacourbe, John Dickson Carr : scribe du miracle. Inventaire d'une œuvre, Amiens, Encrage, 1997, p. 111-112.